# Régiment de Mortemart (armée des émigrés)
Pour les articles homonymes, voir régiment de Mortemart.
Le régiment de Mortemart est un régiment de l'Armée des émigrés.

## Historique

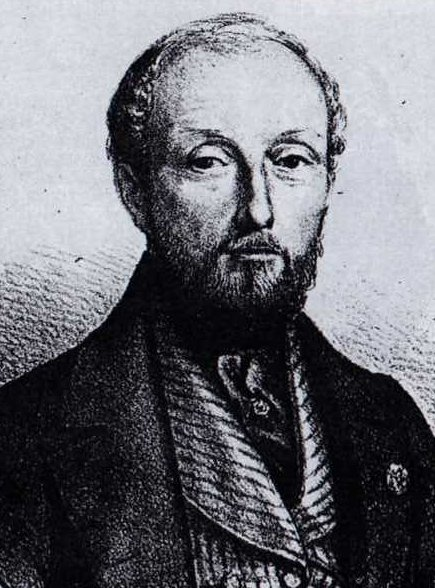
Le marquis Casimir Louis Victurnien de Rochechouart de Mortemart, fils du colonel, en est le lieutenant-colonel.

Victurnien-Jean-Baptiste de Rochechouart (1752-1812), duc de Mortemart est élu député de la Noblesse des bailliages de Guéret et de Sens aux États généraux de 1789. Il soutient  à l’Assemblée la cause des protestants pour faire entendre leurs droits civils. Monarchiste, il défend en 1791 la cause des Bourbons. Lors de la tourmente révolutionnaire, il s'exile en Angleterre où le roi George III lui confie un corps français, le Régiment de Mortemart, à la solde britannique. À 12 ans, Louis-Victor-Léon de Rochechouart intègre le régiment de Mortemart, régiment de son oncle, monté après la déroute de l'armée de Condé en 1799.  Progressivement, leur mission initiale - libérer la France de la révolution - se perd dans les besoins de la politique anglaise. Le régiment de Mortemart est dirigé vers le Portugal pour soutenir l’armée portugaise sur ses frontières face à l'avancée des troupes françaises. Nous connaissons une partie de l’histoire de ce régiment au Portugal grâce aux souvenirs de Louis-Victor-Léon, comte de Rochechouart.
Le régiment de Mortemart est composé de 1 000 hommes et a pour colonel le duc de Mortemart et le marquis Casimir Louis Victurnien de Rochechouart de Mortemart en est lieutenant-colonel. Il porte l’uniforme rouge de l’infanterie britannique, à revers, parements et collet noirs, soulignés de galons de laine blanche, aux boutons d’argent marqué de trois lys. Le casque en feutre avec crête de fourrure noire s’orne d’une cocarde blanche. Les plumets sont verts pour les chasseurs, rouges pour les grenadiers, blancs pour les fusiliers. Le baudrier porte une plaque au nom du régiment, en français. Rochechouart précise également que la compagnie des chasseurs nobles occupe la place des voltigeurs dans le déploiement habituel d’un régiment anglais. Les soldats de cette compagnie ont rang et paie de sergent (34 sous par jour). Le régiment de Mortemart participe en 1801 à la campagne de l’Alemtejo. Les troupes passent trois jours à Santarem où se forme la division d’avant-garde sous les ordres du général Frazer, composée de trois régiments d’émigrés (régiments de Castries, de Mortemart et Loyal-Émigrant), d’un régiment de 500 light-dragoons, et d’un bataillon d’artillerie commandé par le colonel Rothallier. Après quinze jours de face-à-face près d'Abrantès, le régiment et l'armée portugaise d'un côté, les armées espagnoles et françaises de l'autre se retirent sans qu'un coup de feu ne soit tiré. La paix est signée à Madrid sous l’égide de Lucien Bonaparte. Quatre mois après son retour en Grande-Bretagne le régiment est dissous en 1802. Quelques officiers, dont Louis-Victor-Léon de Rochechouart, rejoignent l’armée impériale russe.

## Personnalités ayant servi au régiment de Mortemart
- Victurnien Bonaventure de Rochechouart de Mortemart (° 1753 - † 1823), lieutenant-colonel dans le régiment, levé par le duc de Mortemart, son frère.
- Guillaume-François Tardivet du repaire (1757-1826), Lieutenant-Colonel, commandeur de la croix de saint Louis et marechal de camp sous la seconde restauration
- Joseph Théophile Parfait de Bésiade (1770-1859), lieutenant général (1824) ;
- Jacques Auguste Anne Léon Le Clerc de Juigné (1774-1850), officier au régiment de Mortemart en 1794, maréchal de camp sous la seconde Restauration ;
- Adrien de Rougé (1782-1838) "chasseur noble" à Mortemart (1800), lieutenant-colonel de l'état-major de la 1re division militaire (1816)